# Ficinia pallens
Ficinia pallens är en halvgräsart som först beskrevs av Heinrich Adolph Schrader, och fick sitt nu gällande namn av Christian Gottfried Daniel Nees von Esenbeck. Ficinia pallens ingår i släktet Ficinia och familjen halvgräs.

## Underarter
Arten delas in i följande underarter:
- F. p. lithosperma
- F. p. pallens